# 179764 Myriamsarah
179764 Myriamsarah è un asteroide della fascia principale. Scoperto nel 2002, presenta un'orbita caratterizzata da un semiasse maggiore pari a 2,3437831 UA e da un'eccentricità di 0,1365251, inclinata di 7,13247° rispetto all'eclittica.